# John Asher
John Mallory Asher (Los Ángeles; 13 de enero de 1971) es un actor, director de cine, guionista, escritor y fotógrafo estadounidense.

## Biografía
Asher nació en Los Ángeles, California hijo del actor Edward Mallory y de la actriz Bulifant Joyce. El papel que más fama le ha dado es el de Gary, en la serie Una chica explosiva.
Asher se casó con Jenny McCarthy el 11 de septiembre de 1999, pero la pareja se separó en 2005. Tienen un hijo, Evan, que nació en 2002.

## Filmografía

### Actor
- October Road
  - "Class of Beverly Hills" (1990) TV Episode (as John Asher) .... Guy in Hall
  - "Field of Screams" (1991) TV Episode .... Usher
- Designing Women
  - "Julia and Rusty, Sittin' in a Tree" (1991) TV Episode .... Dennis
- The Haunted (1991) (TV) .... Joe
- Married... with Children"
  - "You Better Shop Around: Part 1" (1991) TV Episode .... Bob
- Beverly Hills, 90210
  - "The Making of the President" (1992) TV Episode .... Student
- Frozen Assets (1992) .... Bobby Murdock
- Who's the Boss?
- Showdown (1993/I) .... Mike
- Step by Step
- Double Dragon (1994) .... Smartass Mohawk
  - "Earth Boys Are Easy" (1995) TV Episode .... Gary Wallace
- Time Well Spent (1996) (TV)
- Weird Science .... Gary Wallace
  - "The Shot" (1997) TV Episode (as John Asher) .... The Video Rat
- The New Swiss Family Robinson (1998) (as John Asher) .... Shane Robinson
- Gun
- Space Cowboys (2000) .... Young Jerry
- Going to California (2001) TV Series .... Insect Bob
  - "Dogtown" (2003) TV Episode (as John Asher) .... Shane
- Rubbing Charlie (2003) (TV) .... Dean
  - "You Can't Take It with You" (2004) TV Episode .... Calvin 'Doc' Haynes
- Fastlane
  - "The Chick Chop Flick Shop" (2007) TV episode (as John Asher) .... Zack Putrid
- Navy NCIS: Naval Criminal Investigative Service
  - "The Ex-File" (2007) TV episode (as John Asher) .... Fred Rinnert
- Las Vegas
  - "Revenge of the Cupcake Kid" (2008) TV episode (as John Asher) .... Ronald Buckman
- CSI: Crime Scene Investigation

### Director
- Kounterfeit (1996)
- Chick Flick (1998) (acreditado como John Asher)
- Diamonds (1999) (como John Asher)
- Going to California (2001) Serie de televisión (como John Asher)
- Thank Heaven (2001)
- The Policy (2003/II)
  - episodio "The Trick Is to Keep Breathing" (2004) (como John Asher)
  - episodio "The Worst Day Since Yesterday" (2005)
- Dirty Love (2005)
  - "Who Will Survive, and What Will Be Left of Them" (2006) TV Episode (como John Asher)
  - "Brave New World" (2006) TV Episode
- Twisted (2008) (announced)
- One Tree Hill

### Productor
- Dirty Love (2005) (producer) (como John Asher)

### Cinematografía
- Mating Rituals 101 (2004)

### Guion
- Chick Flick (1998) (como John Asher)